# Vidra, Alba
Vidra là một xã thuộc hạt Alba, România. Dân số thời điểm năm 2002 là 1969 người.